# Berching
Berching är en stad i Landkreis Neumarkt in der Oberpfalz i Regierungsbezirk Oberpfalz i förbundslandet Bayern i Tyskland.